# Vittoria Melita di Sassonia-Coburgo-Gotha
Vittoria Melita di Sassonia-Coburgo-Gotha (Malta, 25 novembre 1876 – Amorbach, 2 marzo 1936) è stato un membro della famiglia reale britannica e nipote della regina Vittoria. Vittoria ebbe i titoli di granduchessa d'Assia e del Reno, dal 1894 al 1901, ed infine di granduchessa di Russia, con il nome di Viktoria Feodorovna.
Vittoria scandalizzò le famiglie reali d'Europa con il suo divorzio e secondo matrimonio nei primi del Novecento.

## Infanzia
Vittoria nacque il 25 novembre 1876 al palazzo di Sant'Antonio a Malta, da cui deriva il secondo nome, Melita. Il padre, che era in servizio sull'isola come ufficiale della Royal Navy, era il principe Alfredo, duca di Edimburgo, secondo figlio della regina Vittoria e del principe consorte Alberto. La madre era Marija Aleksandrovna Romanova, una figlia di Alessandro II di Russia e della sua prima moglie, l'imperatrice consorte Maria Massimiliana d'Assia-Darmstadt. In quanto nipote del monarca britannico, ella godeva del trattamento di Sua Altezza Reale Principessa Vittoria di Edimburgo. In famiglia era conosciuta come Ducky. Al momento della nascita, era decima nell'ordine di successione al trono del Regno Unito.
Ducky aveva un carattere difficile, come quello della sorella maggiore Maria, regina di Romania. Quando erano bambine, Vittoria era vergognosa, seria, sensibile ed incapace di essere disonesta o bugiarda, a quanto dice la sorella. «Questa bambina appassionata era spesso incompresa», scrisse Maria di Romania. La madre crebbe i figli e li educò ad ignorare le malattie e ad essere fisicamente attivi. Per aiutare Vittoria a superare la sua timidezza, Maria obbligò la bimba a passare parte di ogni suo pomeriggio a camminare in un cerchio di sedie vuote, fingendo di chiacchierare con degli invisibili compagni sotto la guida materna. La madre insistette inoltre che i bambini mangiassero qualunque cosa venisse posta loro di fronte, indipendentemente da quanto fosse cattivo il gusto.

## Successione al Ducato di Sassonia-Coburgo-Gotha del padre
In quanto figlio del principe Alberto di Sassonia-Coburgo-Gotha, il padre di Vittoria era nella linea di successione del ducato di Sassonia-Coburgo-Gotha. Alfredo divenne erede apparente del ducato quando il fratello maggiore, e zio di Vittoria Melita, il Principe di Galles (in seguito Edoardo VII) rinunciò ai suoi diritti di successione. Conseguentemente la famiglia si trasferì a Coburgo, in Germania, nel 1889. La loro madre filo-tedesca iniziò immediatamente a tentare di germanizzare le figlie assumendo una nuova governante, acquistando per loro degli indumenti più sobri e cresimandole nella fede luterana tedesca, benché fossero state precedentemente allevate secondo i dogmi della Chiesa anglicana. I bambini però si ribellarono a tutte queste costrizioni ed alcune di queste nuove misure vennero alleggerite.

## Interessi romantici
Da adolescente Vittoria era una «ragazza alta, scura, dagli occhi violetti [...] con la sicurezza di un'imperatrice ed il temperamento di un maschiaccio», secondo quanto disse un osservatore. Vittoria aveva «un mento troppo sottile per essere convenzionalmente bella», nell'opinione di uno dei suoi biografi, ma «aveva una bella figura, occhi di un blu profondo ed una carnagione scura». Nel 1891 Vittoria si recò con la madre al funerale della granduchessa Aleksandra Georgievna di Russia (nata Alessandra di Grecia), moglie del fratello di sua madre, il granduca Pavel Aleksandrovič Romanov. Lì Vittoria incontrò suo cugino, il granduca Kirill Vladimirovič. Benché i due fossero profondamente attratti l'uno dall'altra, la madre di Vittoria era riluttante a consentire alla figlia di sposare l'amato perché la Chiesa ortodossa russa proibiva i matrimoni tra primi cugini ed inoltre era sospettosa circa la moralità del Romanov. Quando notò che le figlie erano rimaste impressionate dal loro attraente cugino, la madre disse loro: «Non sapete che quando i cugini sembrano così affascinanti baciano anche la cameriera dietro la porta del salottino?»
Subito dopo che la sorella Maria venne data in moglie a Ferdinando, principe della corona di Romania, si iniziò a cercare un marito per Vittoria Melita. La regina Vittoria osservò che ella aveva un buon rapporto con il cugino, il principe Ernesto Luigi d'Assia, erede del trono granducale d'Assia-Darmstadt e primo figlio della principessa Alice, granduchessa d'Assia e del Reno, seconda figlia della regina. Quest'ultima era infatti molto favorevole al matrimonio tra i suoi due nipoti. Sia Vittoria Melita che Ernesto erano però riluttanti; Vittoria aveva infatti conosciuto Kirill a San Pietroburgo e lì si erano innamorati.

## Granduchessa d'Assia e del Reno

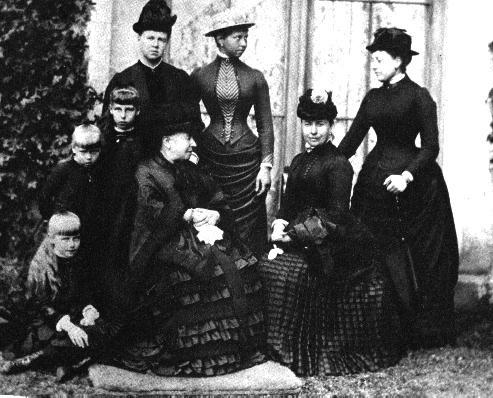
La regina Vittoria tra le figlie e le nipoti nel 1884 a Balmoral. Da sinistra a destra: Maria di Edimburgo, futura regina di Romania (seduta); Alessandra di Edimburgo; Vittoria Melita di Edimburgo; la Duchessa di Edimburgo; la regina Vittoria (seduta); la principessa Vittoria di Prussia; la principessa della corona di Prussia, Vittoria e madre di Vittoria di Prussia; la principessa Beatrice

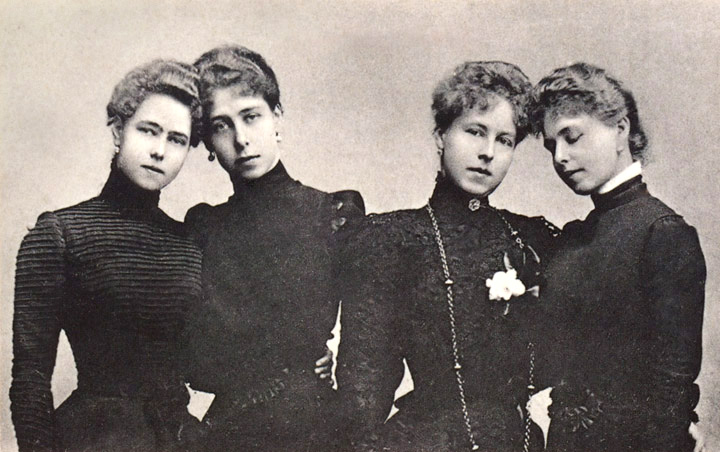
Le quattro figlie del Duca di Edimburgo: Beatrice, Vittoria Melita, Alessandra e Maria

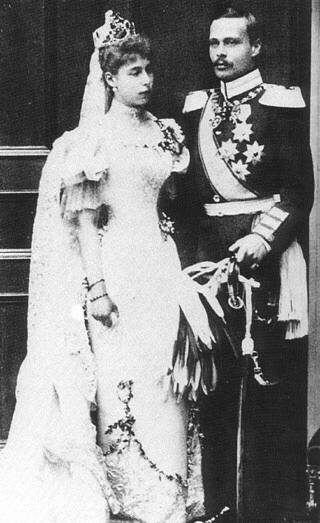
Vittoria Melita di Sassonia-Coburgo-Gotha e Ernesto Luigi d'Assia e del Reno nel giorno del loro matrimonio

Alla fine Vittoria ed Ernesto si piegarono alle pressioni delle famiglie e si sposarono il 9 aprile 1894 a Schloss Ehrenburg, a Coburgo. Il matrimonio fu un grande evento, cui presenziarono la maggior parte delle famiglie regnanti di tutta Europa. Vittoria venne quindi insignita del titolo di granduchessa d'Assia e del Reno. Il suo matrimonio fu inoltre significativo perché al contempo venne annunciato ufficialmente il fidanzamento tra il futuro zar Nicola II di Russia con la sorella minore di Ernesto, Alix. Dall'unione di Vittoria Melita ed Ernesto Luigi nacquero due figli: la principessa Elisabetta d'Assia, soprannominata Ella, nata l'11 marzo 1895 ed un bambino nato morto, partorito il 25 maggio 1900.
L'unione di Vittoria ed Ernesto fu infelice. Vittoria si affliggeva per la mancanza di affetto del marito nei suoi confronti, mentre Ernesto dedicava molte delle sue attenzioni alla loro figlia, che egli adorava. Elisabetta, che fisicamente assomigliava alla madre, preferiva la compagnia del padre a quella di Vittoria.
I due coniugi amavano entrambi gli intrattenimenti ed organizzavano frequentemente delle feste nella loro residenza per i loro giovani amici. Una delle loro regole non scritte era che chiunque fosse oltre i trent'anni fosse «vecchio e out». Le formalità venivano accantonate e gli ospiti di sangue reale erano chiamati con i loro soprannomi ed erano incoraggiati a comportarsi come desideravano. Vittoria ed Ernesto coltivavano amicizie con artisti progressisti ed intellettuali, così come con quelli che semplicemente amavano il divertimento e le frivolezze. Il principe Nicola di Grecia e Danimarca, primo cugino di Vittoria Melita, ricordò una delle sue permanenze come «il più allegro e gioioso ricevimento cui io abbia mai partecipato in vita mia».
Vittoria era però meno entusiasta di sbrigare i propri compiti pubblici. Cercava di evitare di rispondere alla corrispondenza, differiva le visite ai vecchi parenti di cui non gradiva la compagnia e parlava con persone che la divertivano alle funzioni ufficiali mentre ne ignorava altre di rango più elevato che trovava invece noiose. La scarsa attenzione di Vittoria per i suoi doveri provocava degli scontri con Ernesto, anche fisici a volte. La volubile Vittoria gridava, tirava servizi da the, spaccava porcellane contro le pareti e lanciava qualunque cosa avesse a portata di mano contro Ernesto durante le loro battaglie. Vittoria cercava sollievo quindi nel suo amore per i cavalli e nelle lunghe cavalcate in campagna in sella ad un focoso stallone di nome Bogdan.
Mentre era in Russia per l'incoronazione dello zar Nicola II, la passione di Vittoria per Kirill si ridestò; ella si divertiva a civettare con il Granduca ai balli ed alle celebrazioni che contornavano l'incoronazione.
Il suo matrimonio con Ernie, questo il soprannome di Ernesto Luigi, affrontò un'ulteriore crisi nel 1897, quando Vittoria, di ritorno a casa da una visita alla sorella regina di Romania, sorprese ripetutamente Ernesto a letto con un servo. Non mosse pubblicamente nessuna accusa al marito, ma raccontò ad una nipote che «nessun ragazzo era al sicuro, dallo stalliere al garzone di cucina. Lui dorme piuttosto apertamente con tutti loro». La regina Vittoria si rattristava per i problemi del matrimonio dei suoi nipoti, di cui aveva avuto notizia da Sir George Buchanan, il suo procuratore, ma si rifiutò anche solo di considerare di permettere a Vittoria ed Ernesto di divorziare, a causa della figlia Elisabetta. Vennero fatti numerosi sforzi di recuperare il matrimonio che però fallirono e, quando nel gennaio 1901 la regina Vittoria morì, una grande opposizione al divorzio venne rimossa.
La Corte Suprema dell'Assia sciolse il matrimonio il 21 dicembre 1901. Ernesto, che inizialmente era contrario al divorzio, arrivò però a pensare che fosse l'unica alternativa possibile. «Adesso che sono più calmo e vedo l'assoluta impossibilità di continuare a condurre una vita che la stava uccidendo e portando me alla pazzia», scrisse Ernesto alla sorella maggiore, Vittoria, principessa di Battenberg. «Mantenersi allegri e con una faccia sorridente mentre la rovina ti sta fissando negli occhi e l'infelicità ti lacera il cuore a pezzi è una lotta inutile. Ho provato per il suo bene. Se non l'avessi amata così tanto, avrei desistito molto tempo fa». Vittoria di Battenberg in seguito scrisse che era meno sorpresa del divorzio di quanto non lo fosse Ernie. «Benché entrambi abbiano fatto del loro meglio per fare del loro matrimonio un successo, è stato un fallimento», scrisse. «I loro caratteri e le loro indoli erano piuttosto inconciliabili e avevo notato che si stavano gradualmente allontanando l'uno dall'altra». Il divorzio del granduca regnante e della granduchessa d'Assia causarono uno scandalo nei circoli reali d'Europa. Lo zar Nicola scrisse alla madre che persino la morte sarebbe stata migliore della «generale disgrazia di un divorzio».

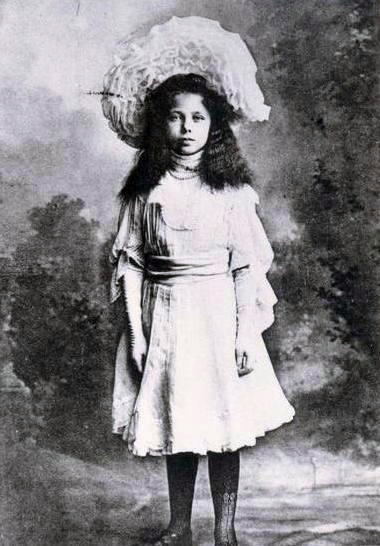
Fotografia del 1902 o 1903 della principessina Elisabetta

Dopo il suo divorzio, Vittoria andò a vivere con la madre nella sua casa sulla costa Azzurra. Lei ed Ernesto condividevano la custodia di Elisabetta, che trascorreva sei mesi ogni anno con ciascuno dei due genitori. La figlia rimproverava a Ducky il divorzio e Ducky passò un brutto periodo nel tentativo di riconciliarsi con la figlia. Ernesto scrisse nelle sue memorie che Elisabetta si nascondeva sotto il suo divano, piangendo, prima di ogni visita alla madre. Ernesto invece assicurava alla bambina che anche la madre la amava, ma Ella rispondeva che «Mama dice che mi ama, ma tu mi ami». Ernie rimaneva silenzioso e non corresse mai le impressioni della figlia.
Elisabetta morì all'età di otto anni e mezzo di febbre tifoide nel novembre del 1903 mentre era in visita allo zar Nicola II ed alla sua famiglia nella loro residenza di caccia in Polonia. Il dottore consigliò allo Zar di avvisare la madre della bambina della malattia, ma la Zarina tardò a mandare il telegramma. Vittoria Melita ricevette l'ultimo messaggio che le annunciava la morte della figlia proprio mentre si stava mettendo in viaggio per correre al capezzale di Elisabetta. Ai funerali, Vittoria si tolse la propria medaglia dell'Ordine d'Assia e lo pose sulla bara della figlia come ultimo gesto per testimoniare «che questa era l'ultima rottura con la sua vecchia famiglia». Il suo gesto venne criticato dall'osservatore conte Bernhard von Bülow come «melodrammatico» e di cattivo gusto.
Alcune settimane dopo il funerale della bambina, Vittoria si infuriò per il rifiuto dello Zar di permettere a Beatrice, la sorella più giovane di Vittoria Melita, che in famiglia era conosciuta come Baby Bee (Piccola Ape), di sposare il granduca Mikhail Aleksandrovič Romanov, suo primo cugino. La sorella dello Zar, la granduchessa Ksenija Aleksandrovna Romanova, il 21 dicembre 1903 scrisse nel suo diario che aveva ricevuto una lettera terribile da Vittoria, nella quale ella la accusava di avere avuto un comportamento «orribile e disonorevole» e, a giudizio di Ksenija, assicurava falsamente che Beatrice non aveva mai nemmeno sperato di sposare Michele. Beatrice pianse, dimagrì e si ammalò al punto che dovette essere mandata in Egitto in viaggio per curarsi.

## Secondo matrimonio

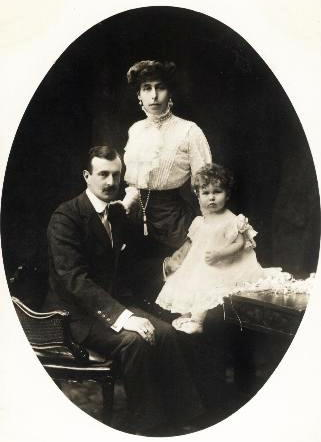
Kirill, Ducky e la loro figlioletta Maria (fotografia del 1909)

Dopo il divorzio di Ernesto e Vittoria, la sorella di Ernie, la zarina Alessandra Feodorovna, persuase il marito, Nicola II, ad esiliare Kirill nell'Estremo Oriente. I genitori di Kirill, il granduca Vladimir Aleksandrovič di Russia e la granduchessa Marija Pavlovna, tentarono anch'essi di scoraggiare la relazione. La madre disse a Kirill di mantenere Ducky come sua amante e di sposare però qualcun'altra. In seguito, durante la guerra russo-giapponese del 1904, Kirill sopravvisse ad un attacco contro la flotta russa e ritornò a Mosca come un eroe di guerra; la famiglia dello zar gli concesse quindi di lasciare la Russia ed egli si mise quindi in viaggio per Coburgo per raggiungere Vittoria. L'aver scampato per un pelo la morte rafforzò la determinazione del Granduca di sposare la cugina. «Per quelli su cui è passata l'ombra della morte, la vita assume un nuovo significato,» scrisse Kirill nelle sue memorie. «È chiaro come la luce del giorno. E io in quel momento stavo visibilmente arrivando a realizzare il sogno della mia vita. Nulla mi avrebbe fatto desistere. Ero andato troppo avanti. Finalmente il futuro mi si presentava radioso di fronte a me.»
La coppia si sposò l'8 ottobre 1905 a Tegernsee: fu una semplice cerimonia, con la madre di Vittoria Melita, la sorella Beatrice ed un amico, il Conte Adlerburg, tra i presenti assieme alla servitù. Lo zio della coppia, il granduca Alekseij Aleksandrovič di Russia venne invitato senza che gli venisse comunicata la motivazione, ma arrivò a cerimonia conclusa. Lo zar Nicola II rispose al matrimonio togliendo a Kirill la sua indennità reale e espellendolo dalla marina russa. La Zarina ne rimase oltraggiata e disse che non avrebbe mai più ricevuto Vittoria, «una donna che si è comportata così disgraziatamente», o Kirill. La coppia si ritirò quindi a Parigi, dove acquistò una casa sugli Champs-Élysées, e visse del reddito passato loro dai genitori.
Vittoria, che raggiunse una maggiore maturità una volta raggiunti i trent'anni, decise di convertissi alla fede ortodossa nel 1907; fu questa una scelta che fece commuovere tanto suo marito quanto sua madre. La prima figlia di Ducky con Kirill, Marija Kirillovna, nacque nel 1907. Venne chiamata con il nome della nonna e soprannominata Masha. La loro seconda figlia, Kira Kirillovna, venne alla luce nel 1909. Vittoria Melita e Kirill, che speravano in un figlio, furono dispiaciuti di avere una femmina, ma comunque la chiamarono come il padre.

## Granduchessa di Russia

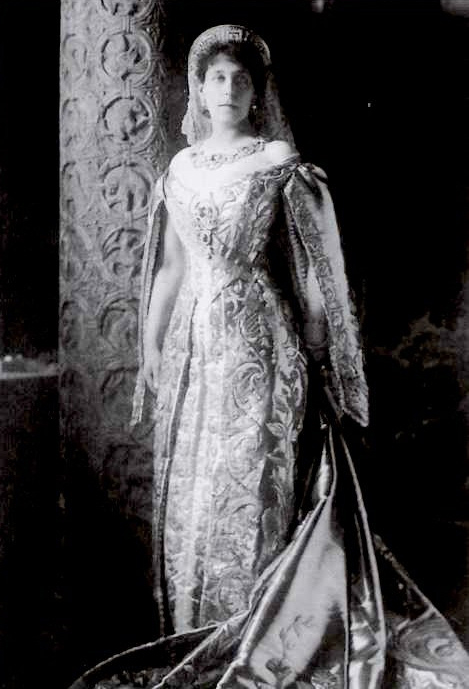
Vittoria nel 1910

Nicola II venne costretto a restaurare la posizione di Kirill dopo che alcune morti nella famiglia imperiale russa lo portarono ad essere terzo nella linea di successione al trono degli zar. Kirill e Vittoria vennero quindi fatti tornare in Russia e a Ducky venne quindi dato il titolo di granduchessa di Russia.
Vittoria Melita si divertiva molto a partecipare alle cene e ai sontuosi balli frequentati dalla crema della società di San Pietroburgo. Aveva anche un talento artistico che applicò alla decorazione dei suoi appartamenti. Secondo la sorella Maria regina di Romania, Ducky riadattò magnificamente le proprie stanze ed ammassò una grande collezione di giade. Amava inoltre dipingere ritratti "drammatici" di amici, come ad esempio quelli di Meriel Buchanan «inginocchiata accanto alla lapide di un sarcofago coperto di rose bianche» o in posa di fronte a drappeggi neri con la faccia nascosta tra le braccia. «Ducky aveva un gusto perfetto ed una passione per sistemare le sue stanze in un modo piuttosto inusuale e poco comune», scrisse la sorella Maria.
I due coniugi avevano anche uno stretto rapporto con le loro figlie Maria e Kira; la loro zia Maria scrisse che le due ragazze «erano due bambine splendide, cresciute bene, non esili, con dei capelli adorabili e la pelle perfetta e così superlativamente graziose come dei pony inglesi».

## Rivoluzione
Quando scoppiò la prima guerra mondiale, Vittoria iniziò a lavorare come infermiera della Croce Rossa ed organizzò un'unità di ambulanze motorizzate che venne definite «uno dei servizi gestiti più efficientemente di tutta la Russia». Kirill e Vittoria avevano da sempre condiviso con i loro parenti la disapprovazione per l'amiciza dello Zar e della Zarina per lo starec Grigorij Efimovič Rasputin. La zarina Alessandra riteneva che Rasputin fosse in grado di curare gli attacchi di emofilia del figlio con le sue preghiere. Vittoria disse alla sorella regina di Romania che la corte dello zar era «vista con un uomo malato che rifiuta ogni dottore ed ogni aiuto».
Quando Rasputin venne assassinato nel dicembre 1916, Vittoria e Kirill firmarono una lettera, sottoscritta da altri parenti, chiedendo allo Zar di dimostrare clemenza nei confronti del granduca Dmitrij Pavlovič di Russia, uno dei congiurati implicati nell'omicidio; Nicola però non accontentò la loro richiesta. Settimane più tardi, lo Zar abdicò e nel Paese scoppiò il caos. Kirill condusse la sua unità navale fino alla Duma il 14 marzo 1917 e giurò la sua fedeltà al parlamento, sperando di riportare l'ordine e conservare la monarchia. Fu questo un gesto che provocò critiche da parte degli altri Romanov, che videro questa azione come un tradimento. Vittoria supportò il marito e credeva infatti che stesse facendo la cosa giusta. Aveva anche simpatizzato con le persone che avevano intenzione di riformare il governo. Vittoria scrisse alla Regina di Romania nel febbraio 1917 che la loro casa era circondata da una folla, «ma in ogni caso il nostro cuore e la nostra anima sono con questo movimento di libertà che probabilmente al momento sta firmando i nostri mandati di morte [...] Personalmente stiamo perdendo tutto, le nostre vite sono state cambiate in un soffio e ciononostante stiamo praticamente guidando il movimento».

## Esilio

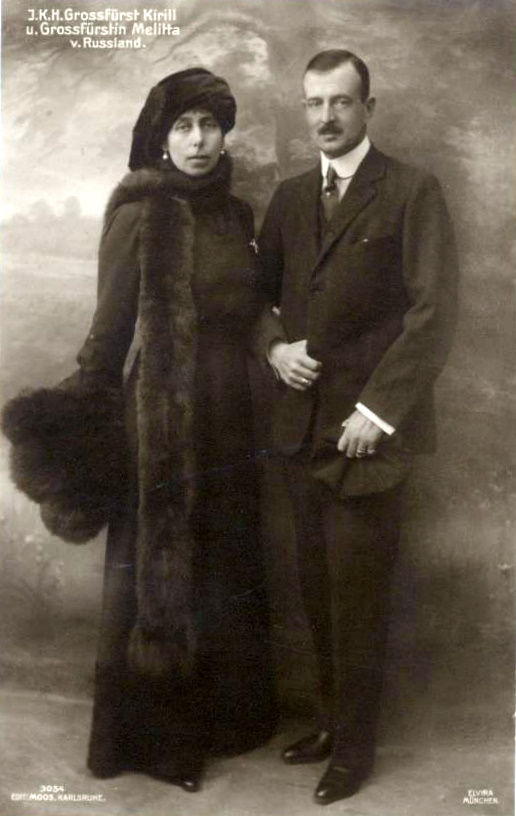
Vittoria Melita ed il marito, Kirill Vladimirovič Romanov

Le loro speranze andarono però in fumo e furono costretti a fuggire in Finlandia, poi a Coburgo, in Germania. Il Governo Provvisorio diede loro il permesso di lasciare la Russia, benché non gli fosse stato concesso di portarsi appresso niente di valore. Aggirarono il divieto cucendo i gioielli dentro i loro abiti, sperando che non venissero scoperti dalle autorità. Furono fatti salire su un treno e non ci fu nessun incidente. La loro figlia Kira, che aveva otto anni all'epoca, ricordò che «per la prima volta non c'erano bardature reali [...] cioè tappeti rossi, comfort speciali, ecc.».
Nell'agosto 1917, mentre si trovava ad Haiko, la tenuta estiva in Finlandia di un amico, la quarantenne Vittoria diede alla luce il granduca Vladimir Kirillovič di Russia, unico figlio maschio ed erede della dinastia. La famiglia rimase in Finlandia, precedentemente un granducato sotto il governo russo, che nel dicembre 1917 aveva dichiarato la propria indipendenza. Vittoria ed il marito continuavano a sperare che i Russi bianchi prevalessero. Con il tempo però essi finirono le forniture e furono costretti a chiedere aiuto agli altri famigliari. Nel luglio 1918 Vittoria scrisse a Margherita di Sassonia-Coburgo-Gotha, principessa della corona di Svezia e sua prima cugina, implorandola di inviarle cibo per bambini con cui nutrire il piccolo Vladimir. Ducky non voleva infatti chiedere aiuto in Inghilterra perché riteneva che i suoi parenti inglesi non avessero fatto abbastanza per aiutare i Romanov.
Ducky supplicò il cugino, re Giorgio V, di aiutare l'Armata Bianca a riconquistare il Paese. La risposta del Re fu che i britannici avevano effettivamente aiutato la fazione dei Bianchi, ma le navi erano troppo scarse ed inoltre sembrava che non ci fosse unità d'intenti tra i russi contro i Bolscevichi. Quindi la Gran Bretagna non supportò nessuna azione militare contro San Pietroburgo quando ancora sarebbe stato possibile stroncare il Bolscevismo. In una lettera a re Giorgio, Lord Acton, l'ambasciatore britannico ad Helsinki, notò il pedaggio che la rivoluzione aveva chiesto a Vittoria Melita; ella «sembrava vecchia e malconcia ed aveva perso gran parte della sua bellezza, il che non è stupefacente se si considera tutto ciò che ha dovuto attraversare».
La famiglia esiliata si trasferì quindi a Coburgo ed in seguito a Saint-Briac-sur-Mer, in Francia, dove rimasero per il resto delle loro vite. Mentre erano in Germania, Vittoria dimostrò interesse per il partito nazista, che fece presa su di lei a causa delle istanze anti-bolsceviche e della sua speranza che il movimento politico potesse contribuire a restaurare la monarchia russa. Lei e Kirill, nel 1922, presero parte ad una conferenza nazista a Coburgo e Vittoria donò del denaro al partito. Nel 1923 Kirill ebbe un collasso nervoso e Vittoria lo curò finché non ne guarì. Ducky incoraggiò inoltre i sogni del marito di una restaurazione della monarchia e della possibilità di diventare zar. Nel 1924, mentre si trovava a Saint-Briac, Kirill si dichiarò ufficialmente Guardiano del Trono. Sempre nello stesso anno, Vittoria fece un viaggio negli Stati Uniti, con la speranza di riuscire a raccogliere consensi tra gli americani per il ritorno della monarchia; il suo tentativo però non ebbe successo, a causa dell'isolazionismo prevalente negli USA negli anni 1920. Ella continuò a spendersi nei suoi sforzi di aiutare Kirill a salire sul trono ed arrivò a vendere i suoi lavori artistici per raccogliere fondi da destinare alla causa famigliare. Kira scrisse alla zia in Romania del duro lavoro della madre:
Vittoria era anche preoccupata per le prospettive di matrimonio delle sue due figlie. Maria, la figlia maggiore, dai capelli biondi e gli occhi blu, in apparenza somigliava molte alla nonna materna, con un viso ampio e tondo ed una tendenza ad ingrassare e a sembrare più vecchia della sua vera età, quando era appena un'adolescente. Veniva descritta come «timida ed accomodante», ma aveva anche lei la sua dose di sfortune. Nel 1924, quando aveva diciassette anni, la «capricciosa» Maria andò in visita alla zia Maria di Romania e intrattenne una liaison con un genero di una dama di compagnia alla corte rumena. La cugina quindicenne, la principessa Ileana di Romania, quando Maria fu di ritorno a casa, diffuse dei pettegolezzi a proposito di questa relazione e ciò rese più tesi i rapporti tra Vittoria Melita e la sorella. Con il tempo però i dissidi vennero sanati e l'anno seguente Maria venne fidanzata ad un principe minore, Federico Carlo, principe ereditario di Leiningen. Ducky fu poi presente accanto al letto della figlia, quando essa diede alla luce il primo figlio, Emich Kirill, nel 1926, e fu così anche per tutti gli altri parti della figlia.
Kira, dai capelli scuri, coraggiosa e franca, aveva un carattere se possibile ancora più tranquillo di quello della sorella maggiore. Era intelligente, curiosa e interessata alle arti come la madre, con la quale lavorava nello studio di Saint-Briac. Kira, inoltre, faceva frequenti visite alle cugine delle varie corti europee e partecipava a numerosi ricevimenti nel Regno Unito. Ella divenne molto più intima con la cugina Ileana di quanto non lo sia mai diventata la sorella Maria. Kira ebbe però ancora più difficoltà rispetto alla sorella a trovare un marito adatto e questo causò a Vittoria Melita molte preoccupazioni, ma infine sposò il principe Luigi Ferdinando di Prussia, pretendente al trono, abolito, di Germania.
Quando crebbe, Vladimir, l'unico figlio di Ducky, maturò una forte somiglianza con il bisnonno, lo zar Alessandro II. Vittoria era eccessivamente protettiva nei confronti di Vladimir, sul quale riponeva tutte le proprie speranze per il futuro. Non voleva che frequentasse delle scuole perché era preoccupata per la sua sicurezza e perché voleva che venisse educato come veniva istruito un granduca Romanov prima della rivoluzione; assunse quindi un istitutore per lui e si rifiutò di fargli apprendere una professione. Come contropartita per la devozione della madre, Vladimir la amava e la rispettava. «Noi amavamo i nostri genitori ed il loro amore per noi era infinito», scrisse Vladimir dopo la loro morte. «Tutte le difficoltà e le amarezze che dovemmo affrontare negli anni furono pienamente alleviate dal nostro amore reciproco. Eravamo orgogliosi di [loro]».
La città di villeggiatura di Saint-Briac era un luogo di ritiro privilegiato per cittadini britannici in pensione che desideravano vivere agiatamente con un reddito limitato. Vittoria Melita fece amicizie tra gli inglesi ed i francesi, ma anche tra gli altri stranieri che risiedevano nella cittadina, che amavano accompagnarsi a dei reali. Benché inizialmente le sue maniere potessero essere sembrate altezzose, i vicini ben presto scoprirono che Ducky era molto più avvicinabile del marito. I loro amici li trattavano con deferenza, inchinandosi in loro presenza o chiamandoli con i loro titoli reali. Vittoria si divertiva ad organizzare delle produzioni teatrali amatoriali, tra cui è da ricordare la rappresentazione di Sleeping Beauty, con l'aiuto di un insegnante di balletto russo che viveva in una comunità delle vicinanze.

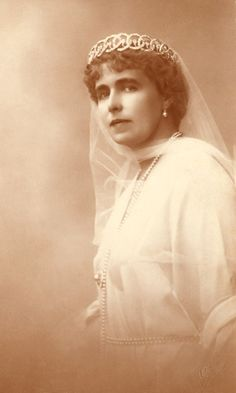
Maria di Sassonia-Coburgo-Gotha, regina di Romania, fu la sorella preferita di Vittoria Melita

In città si rumoreggiava che Kirill andasse a Parigi per «delle avventure occasionali». Vittoria, che aveva dedicato la propria vita a Kirill, fu distrutta quando, nel 1933, scoprì che il marito le era stato infedele, a quanto si apprende dalle lettere di Maria di Romania. Ducky mantenne un decoro di facciata per il bene dei loro figli, tra cui il decenne Vladimir, ma non fu più in grado di perdonare il tradimento del marito.
Vittoria ebbe un collasso poco dopo aver assistito alla cerimonia del battesimo della sua quinta nipote, Mechtilde, nel febbraio del 1936. I famigliari e gli amici accorsero immediatamente, ma non si poté fare nulla. Quando la sorella a lei più vicina, Maria di Romania, giunse al suo capezzale, venne chiesto a Ducky se era contenta che fosse arrivata Maria. Vittoria, stentatamente, rispose: «Questo fa tutta la differenza». Comunque lei «rabbrividì al tocco di Kirill», scrisse Maria di Romania. Morì il 1º marzo 1936. La sorella la elogiò in una lettera:
Vittoria venne sepolta nel mausoleo di famiglia a Coburgo fino a che i suoi resti vennero trasferiti nella Fortezza dei Santi Pietro e Paolo il 7 marzo 1995. Dopo la sua morte, il marito fu molto solitario. Il matrimonio della figlia Kira con Luigi Ferdinando di Prussia, nel 1938, fu un evento molto importante per Kirill, che lo vide come l'unione di due dinastie. In ogni caso Kirill morì appena due anni dopo la moglie; benché infedele, Kirill amava ancora la moglie e gli mancava molto quella donna su cui aveva contato così tanto, tanto che passò gli ultimi suoi anni a scrivere memorie della loro vita insieme. «Ci sono alcuni che in una sola persona combinano tutto ciò che è la miglior anima, mente e corpo,» scrisse. «Lei aveva tutto questo, e anche di più. Pochi sono così fortunati da avere una donna così come compagna delle loro vite – Io ero uno di questi privilegiati».

## Titoli e trattamento

Stemma della principessa Vittoria Melita

Durante la sua vita, Vittoria Melita ebbe i seguenti titoli nobiliari:
- 25 novembre 1876 – 22 agosto 1893: Sua Altezza Reale Principessa Vittoria di Edimburgo;
- 22 agosto 1893 – 9 aprile 1894: Sua Altezza Reale Principessa Vittoria di Sassonia-Coburgo e Gotha;
- 9 aprile 1894 – 21 dicembre 1901: Sua Altezza Reale La Granduchessa d'Assia e del Reno;
- 21 dicembre 1901 – 8 ottobre 1905: Sua Altezza Reale Principessa Vittoria di Sassonia-Coburgo e Gotha;
- 8 ottobre 1905 – 2 marzo 1936: Sua Altezza Imperiale Granduchessa Vittoria Feodorovna di Russia.

In quanto nipote di linea maschile del monarca britannico, Vittoria Melita si fregiava dello stemma reale, con uno scudo interno per la Sassonia, il tutto differenziato da un nastro in argento a cinque punte, le due più esterne con dei cuori color rosso, il paio più interne con delle ancore azzurre e la centrale con una croce rossa. Nel 1917, con decreto reale, lo scudo centrale venne eliminato. Da quel momento le sue armi sono duplicate in quelle della principessa Alessandra, The Honourable Lady Ogilvy.

## Antenati
|                                           |                    |                                       | Genitori                                        |  |  | Nonni |  |  | Bisnonni                            |  |  | Trisnonni                                       |  |
|                                           |                    |                                       |                                                 |  |  |       |  |  | Ernesto I di Sassonia-Coburgo-Gotha |  |  | Francesco Federico di Sassonia-Coburgo-Saalfeld |  |
|                                           |                    |                                       |                                                 |  |  |       |  |  | Ernesto I di Sassonia-Coburgo-Gotha |  |  | Francesco Federico di Sassonia-Coburgo-Saalfeld |  |
|                                           |                    | Augusta di Reuss-Ebersdorf            |                                                 |  |  |       |  |  | Ernesto I di Sassonia-Coburgo-Gotha |  |  |                                                 |  |
| Alberto di Sassonia-Coburgo-Gotha         |                    |                                       |                                                 |  |  |       |  |  | Ernesto I di Sassonia-Coburgo-Gotha |  |  |                                                 |  |
|                                           |                    | Luisa di Sassonia-Gotha-Altenburg     | Augusto di Sassonia-Gotha-Altenburg             |  |  |       |  |  |                                     |  |  |                                                 |  |
|                                           |                    | Luisa di Sassonia-Gotha-Altenburg     | Augusto di Sassonia-Gotha-Altenburg             |  |  |       |  |  |                                     |  |  |                                                 |  |
|                                           |                    | Luisa di Sassonia-Gotha-Altenburg     | Luisa Carlotta di Meclemburgo-Schwerin          |  |  |       |  |  |                                     |  |  |                                                 |  |
| Alfredo di Sassonia-Coburgo-Gotha         |                    | Luisa di Sassonia-Gotha-Altenburg     |                                                 |  |  |       |  |  |                                     |  |  |                                                 |  |
|                                           |                    | Edoardo Augusto di Hannover           | Giorgio III del Regno Unito                     |  |  |       |  |  |                                     |  |  |                                                 |  |
|                                           |                    | Edoardo Augusto di Hannover           | Giorgio III del Regno Unito                     |  |  |       |  |  |                                     |  |  |                                                 |  |
|                                           |                    | Edoardo Augusto di Hannover           | Carlotta di Meclemburgo-Strelitz                |  |  |       |  |  |                                     |  |  |                                                 |  |
| Vittoria del Regno Unito                  |                    | Edoardo Augusto di Hannover           |                                                 |  |  |       |  |  |                                     |  |  |                                                 |  |
|                                           |                    | Vittoria di Sassonia-Coburgo-Saalfeld | Francesco Federico di Sassonia-Coburgo-Saalfeld |  |  |       |  |  |                                     |  |  |                                                 |  |
|                                           |                    | Vittoria di Sassonia-Coburgo-Saalfeld | Francesco Federico di Sassonia-Coburgo-Saalfeld |  |  |       |  |  |                                     |  |  |                                                 |  |
|                                           |                    | Vittoria di Sassonia-Coburgo-Saalfeld | Augusta di Reuss-Ebersdorf                      |  |  |       |  |  |                                     |  |  |                                                 |  |
| Vittoria Melita di Sassonia-Coburgo-Gotha |                    | Vittoria di Sassonia-Coburgo-Saalfeld |                                                 |  |  |       |  |  |                                     |  |  |                                                 |  |
|                                           | Nicola I di Russia | Paolo I di Russia                     |                                                 |  |  |       |  |  |                                     |  |  |                                                 |  |
|                                           | Nicola I di Russia | Paolo I di Russia                     |                                                 |  |  |       |  |  |                                     |  |  |                                                 |  |
|                                           | Nicola I di Russia | Sofia Dorotea di Württemberg          |                                                 |  |  |       |  |  |                                     |  |  |                                                 |  |
| Alessandro II di Russia                   | Nicola I di Russia |                                       |                                                 |  |  |       |  |  |                                     |  |  |                                                 |  |
|                                           |                    | Carlotta di Prussia                   | Federico Guglielmo III di Prussia               |  |  |       |  |  |                                     |  |  |                                                 |  |
|                                           |                    | Carlotta di Prussia                   | Federico Guglielmo III di Prussia               |  |  |       |  |  |                                     |  |  |                                                 |  |
|                                           |                    | Carlotta di Prussia                   | Luisa di Meclemburgo-Strelitz                   |  |  |       |  |  |                                     |  |  |                                                 |  |
| Marija Aleksandrovna Romanova             |                    | Carlotta di Prussia                   |                                                 |  |  |       |  |  |                                     |  |  |                                                 |  |
|                                           |                    | Luigi II d'Assia                      | Luigi I d'Assia                                 |  |  |       |  |  |                                     |  |  |                                                 |  |
|                                           |                    | Luigi II d'Assia                      | Luigi I d'Assia                                 |  |  |       |  |  |                                     |  |  |                                                 |  |
|                                           |                    | Luigi II d'Assia                      | Luisa d'Assia-Darmstadt                         |  |  |       |  |  |                                     |  |  |                                                 |  |
| Maria Massimiliana d'Assia-Darmstadt      |                    | Luigi II d'Assia                      |                                                 |  |  |       |  |  |                                     |  |  |                                                 |  |
|                                           |                    | Guglielmina di Baden                  | Carlo Luigi di Baden                            |  |  |       |  |  |                                     |  |  |                                                 |  |
|                                           |                    | Guglielmina di Baden                  | Carlo Luigi di Baden                            |  |  |       |  |  |                                     |  |  |                                                 |  |
|                                           |                    | Guglielmina di Baden                  | Amalia d'Assia-Darmstadt                        |  |  |       |  |  |                                     |  |  |                                                 |  |
|                                           |                    | Guglielmina di Baden                  |                                                 |  |  |       |  |  |                                     |  |  |                                                 |  |